# Hanoi Buffaloes
Gli  Hanoi Buffaloes  sono una società professionista di basket con sede nella città di Hanoi in Vietnam. I colori sociali della società sono l'Arancione ed il Blu, la squadra compete nella massima categoria nazionale, la Vietnam Basketball Association.

## Storia
Gli Hanoi Buffaloes fondati nel 2016, sono la prima squadra professionista di basket della città di Hanoi, è sono state una delle cinque squadre originali che presero parte alla prima stagione della Vietnam Basketball Association, tenutasi sempre nel 2016. 
La squadra ha preso parte a tutte le edizione della VBA, concludendo in tutte le stagioni, tranne la 2019, la stagione regolare in una posizione che gli garantisse l'accesso ai play-off; nonostante ciò la squadra non è ancora mai riuscita a vincere il titolo nazionale. In due occasioni i Buffaloes sono arrivati fino alla serie finale, nella stagione 2018 e in quella 2022, ma in entrambi i casi la squadra è uscita sconfitta per 3-0, nella prima occasione dal Can Tho Catfish e nella seconda dal Saigon Heat.
Nella stagione 2017 l'Hanoi Buffaloes ha però anche preso parte all'edizione di quell'anno della Thailand Basketball League, la massima competizione nazionale della Thailandia; dopo aver concluso al sesto posto la stagione regolare, con 9 vittorie e 9 sconfitte, la squadra ottenne l'accesso ai play-off, dove però venne eliminato in semifinale del Mono Vampire

## Cronologia
| Stagione | Allenatore     | Regular Season | Regular Season | Regular Season | Regular Season | Post Season     | Post Season     | Post Season     | Post Season                                    |
| Stagione | Allenatore     | Vittorie       | Sconfitte      | % Vittorie     | Posizione      | Vittorie        | Sconfitte       | % Vittorie      | Risultato                                      |
| -------- | -------------- | -------------- | -------------- | -------------- | -------------- | --------------- | --------------- | --------------- | ---------------------------------------------- |
| 2016     | Todd Purves    | 9              | 7              | .563           | 3º             | 1               | 2               | .333            | Semi Finali                                    |
| 2017     | Todd Purves    | 8              | 7              | .533           | 4º             | 0               | 2               | .000            | Semi Finali                                    |
| 2018     | Todd Purves    | 9              | 6              | .600           | 3º             | 2               | 3               | .400            | Finalista                                      |
| 2019     | Lee Tao Dana   | 7              | 8              | .467           | 5º             | Non Qualificato | Non Qualificato | Non Qualificato | Non Qualificato                                |
| 2020     | Eric Weissling | 6              | 6              | .500           | 3º             | 0               | 2               | .000            | Semi Finali                                    |
| 2021     | Eric Weissling | 3              | 4              | .429           | 5º             | 1               | 1               | .500            | Semi Finali; Stagione annullata causa COVID-19 |
| 2022     | Eric Weissling | 7              | 5              | .583           | 2º             | 2               | 3               | .400            | Finalista                                      |
| 2023     | Erik Rashad    | 13             | 5              | .722           | 2º             | 0               | 2               | .000            | Semi Finali                                    |
| 2024     | Erik Rashad    | 13             | 7              | .650           | 2º             | 0               | 2               | .000            | Semi Finali                                    |
| Totale   | Totale         | 75             | 55             | .577           |                | 6               | 17              | .261            |                                                |

## Organico

### Roster 2023-2024
Il roster per la stagione 2023-2024
|    | Naz.                                        | Ruolo | Sportivo            | Anno | Alt. | Peso |  |
| -- | ------------------------------------------- | ----- | ------------------- | ---- | ---- | ---- |  |
| 1  | Vietnam (bandiera)                          | G     | Đinh Tiến Công      | 1996 | 186  | 80   |  |
| 2  | Stati Uniti (bandiera)                      | C     | Lenny Daniel        | 1987 | 203  | 93   |  |
| 7  | Vietnam (bandiera)                          | PG    | Nguyễn Tiến Dương   | 1990 | 178  | 76   |  |
| 11 | Vietnam (bandiera)                          | PG    | Phạm Công Minh      | 2002 | 175  | 68   |  |
| 20 | Vietnam (bandiera)                          | G     | Tô Ngọc Khánh       | 2002 | 178  | 74   |  |
| 23 | Vietnam (bandiera) · Stati Uniti (bandiera) | AP    | Tam Dinh            | 1990 | 193  | 92   |  |
| 25 | Stati Uniti (bandiera) · Nigeria (bandiera) | AG    | Udun Osakue         | 1992 | 195  | 91   |  |
| 29 | Vietnam (bandiera)                          | AP    | Trần Minh Hiếu      | 1998 | 196  | 100  |  |
| 32 | Vietnam (bandiera)                          | AG    | Đinh Toàn Quốc      | 2004 | 195  | 86   |  |
| 34 | Vietnam (bandiera)                          | AG    | Phạm Đức Kiên       | 1998 | 198  | 87   |  |
| 44 | Stati Uniti (bandiera)                      | C     | Anthony January Jr. | 1993 | 205  | 100  |  |
| 99 | Vietnam (bandiera)                          | AG    | Vũ Việt Hoàng       | 1999 | 192  | 89   |  |

### Staff tecnico
| Ruolo           | Nome                 |
| --------------- | -------------------- |
| Capo Allenatore | Erik Rashad          |
| Assistente      | Cameron Ryan Burnett |
| Assistente      | Bui Thai Ha          |